# Corporación Araucana
La Corporación Araucana, también conocida como Corporación de Indios o Movimiento Indigenista de Chile, fue una organización mapuche, fundada el 12 de noviembre de 1938, en la ciudad de Temuco.

## Antecedentes
La Corporación traza su origen a la organización de la Sociedad Caupolicán en julio de 1910, primer espacio institucional donde se reivindican los derechos de la población mapuche, en particular en su relación a la usurpaciones de terrenos por parte de chilenos y extranjeros, así como al derecho a la educación como instrumento de progreso.
A partir de la década de 1920 esta organización comienza a enfrentar la oposición de otros grupos, especialmente de la Federación Araucana liderada por Manuel Aburto Panguilef, quienes rechazaban el discurso integracionista de la Sociedad, y en especial, la promoción de la subdivisión de las comunidades defendida por Manuel Manquilef, uno de sus líderes históricos.
En 1931 la Sociedad pasa a ser liderada por Venancio Coñuepán Huenchual, quien reorienta la organización hacia un proyecto de índole corporativo, donde a través de la defensa de la tradición, el fomento económico y el desarrollo del comercio, se buscaba fortalecer la autonomía de la población mapuche frente al Estado chileno. A partir de esta época, además, comienzan a surgir inquietudes con respecto a la fragmentación de las organizaciones mapuches, y a cimentarse la idea de su posible unificación.

## Historia

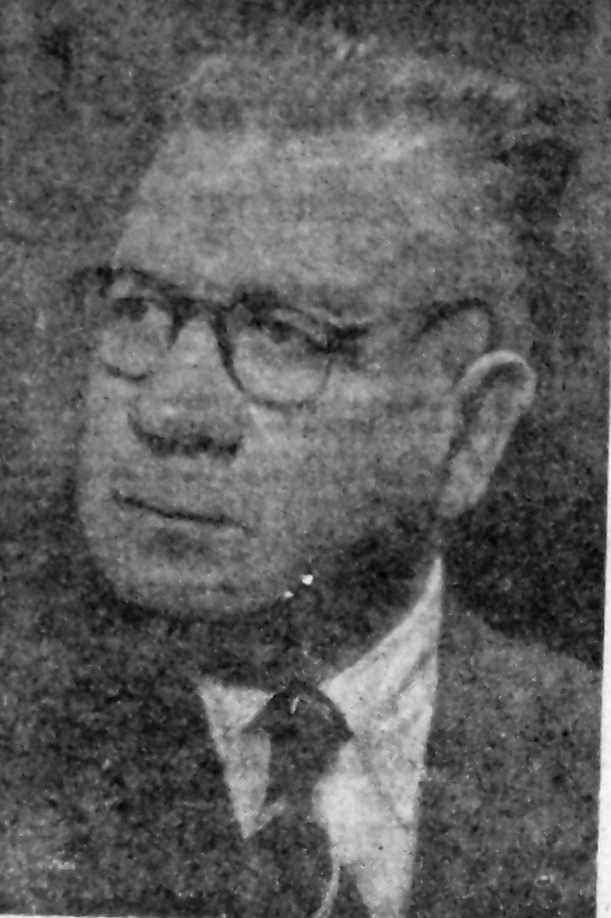
Venancio Coñuepán fue el principal líder de la Corporación Araucana.

### Fundación
La Corporación se fundó el 12 de noviembre de 1938, como un proyecto de unificación de todas las organizaciones mapuches existentes en ese momento. De esta forma, su congreso constituyente contó con la participación de: la Sociedad Caupolicán, la Unión Araucana, la Federación Araucana, el Congreso Araucano, la Caja Central Indígena y la Sociedad Aborígenes Quilapán, entre otras. A través de estas organizaciones, entre sus fundadores estuvieron Venancio Coñuepán Huenchual, Manuel Aburto Panguilef, José Cayupi C., Esteban Romero S., Abelino Ovando, Floriano Antilef, Domingo Catrihual, Andrés Cheuque y Martín Alonqueo. También se desarrollaron vínculos tempranos con el Frente Único Araucano, los que sin embargo no perdudaron, debido a las diferencias ideológicas entre ambas organizaciones. No obstante, la desaparición de esa agrupación en 1941 convirtió, en los hechos, a la Corporación en la mayor organización mapuche de su tiempo.
El nombre de la organización se debió al influjo inicial del corporativismo político en Coñuepán y otros líderes provenientes de la Sociedad Caupolicán, y no hace referencia a una forma jurídica de funcionamiento. De hecho, hasta la década del 50' la Corporación era una organización de hecho, pero sin existencia legal.

### Durante el Ibañismo
Por influencia de Venancio Coñuepán, quien asumiría como principal líder, la Corporación se vinculó a partir de la década de 1940 al Partido Conservador y luego al Ibañismo, lo que alejó a los dirigentes de otras tendencias políticas. En este ámbito, bajo la presidencia de Carlos Ibáñez del Campo (1952-1958), la Corporación logró que en 1952 Venancio fuera nombrado Ministro de Tierras y Colonización y que en 1953 se creara la Dirección de Asuntos Indígenas (DASIN), primer organismo estatal chileno orientado al desarrollo de los pueblos originarios de Chile. Entre sus logros también se cuenta la abolición de la Ley N° 4.169 de 1927, que permitía la subdivisión de las comunidades indígenas.
Para las elecciones parlamentarias de 1953 logró la elección de dos diputados (José Cayupi y Esteban Romero), periodo en que además la Corporación logró dos gobernadores en Cautín, dos alcaldes, doce regidores en la frontera, varios inspectores en los Juzgados de indios, funcionarios en diversas reparticiones públicas del país. Junto a ello, Coñuepán también lideró la organización del Partido Nacional Araucano, uno de los primeros intentos de articulación de un partido político mapuche.

### Crisis y decadencia
La Corporación comenzó a enfrentar dificultades a partir de 1953, cuando distintas fuerzas políticas, tanto del oficialismo como de la oposición, comenzaron a desconfiar del alto poder que había adquirido. En ese sentido, junto a los cargos que ostentaban sus miembros en la administración pública, el poder ejecutivo y el legislativo, se le atribuía un alcance territorial de más de 300 grupos regionales que adherían al liderazgo único de Coñuepán. Así, bajo la acusación de haberse convertido en un Estado dentro del Estado, incluso fuerzas pertenecientes al Ibañismo comenzaron a demandar el fin de las leyes especiales de los pueblos originarios, tales como exenciones tributarias y protección de tierras comunitarias, así como a cuestionar la existencia de la recién creada Dirección de Asuntos Indígenas. En este escenario también se da el surgimiento de nuevas fuerzas mapuches al margen de la Corporación, donde se destaca la creciente oposición de la Asociación Nacional Indígena (ANI), que retomando el legado del Frente Único Araucano, se planteó desde 1953 como una alternativa de izquierda al proyecto desarrollista de la Corporación Araucana.
La Corporación perdió fuerza luego de la derrota electoral del ibañismo en 1957, adhiriendo al año siguiente a la candidatura de Jorge Alessandri Rodríguez. Este episodio produjo a su vez un quiebre con un sector juvenil de la Corporación, que adhirió a la campaña de Eduardo Frei Montalva y se separó para conformar la Nueva Sociedad Lautaro, vinculada al Partido Demócrata Cristiano.
La debilidad de la Corporación a inicios de la década de 1960 le impidió ser un actor relevante para detener el avance de la ley 14.511 de 1961, que reactivó el proceso de subdivisión de comunidades. A partir de este momento la organización pierde figuración pública, y aunque subsiste hasta poco después de la muerte de Venancio Coñuepán, su incidencia es marginal y se le considera parte del pasado. En 1969 desaparece al integrarse a la Confederación de Sociedades Araucanas.

## Organización
La Corporación Araucana era dirigida por el llamado "Grupo Central", que se conformaba por un presidente, un secretario y doce directores, con sede oficial en la ciudad de Temuco. En términos territoriales se articulaba a través de un número variable de "Grupos Regionales", donde se agrupaban distintas reducciones y grupos indígenas entre las provincias de Arauco y Chiloé. Si bien estos grupos se constituían en torno a unidades territoriales tradicionales, era frecuente que fuesen jóvenes con algún grado de formación los que liderasen el trabajo de organización y proselitismo.